# Tina Sloan
Tina Sloan (Bronxville, 1º febbraio 1943) è un'attrice statunitense.
Tina Sloan è nota soprattutto per l'interpretazione di Lillian Raines, ruolo che interpreta dal 1983 nella soap opera statunitense Sentieri.
Dal 1975 è sposata con Steve McPherson da cui ha avuto un figlio, Forbes-Reynolds (1980).

## Filmografia parziale
- La maledizione dello scorpione di giada, regia di Woody Allen (2001)
- Ipotesi di reato (Changing Lanes), regia di Roger Michell (2002)
- Sentieri - soap opera, 178 episodi (1983-2009)
- Il cigno nero, regia di Darren Aronofsky (2010)